# Basic Education
Basic Education bzw. Nai Talim ist ein 1937 von Mahatma Gandhi entworfenes pädagogisches Konzept, das mit Grundbildung für alle übersetzt werden kann. Das Konzept gründete in seinen Erfahrungen mit dem britischen Bildungssystem. Er sah die indischen Kinder kulturell entfremdet und kritisierte Karrieredenken, Verachtung der Handarbeit, das Entstehen einer neuen Elite und die wachsende Industrialisierung und Urbanisierung.
Die drei Säulen der Pädagogik Gandhis sind die lebenslange, die soziale und die ganzheitliche Erziehung. Erziehung ist für Gandhi die ´moralische Entwicklung der Persönlichkeit´, ein Prozess, der das ganze Leben lang dauert.

## Lernen durch Aktivität
Das Handlungsziel der Pädagogik Gandhis kann mit dem Begriff Lernen durch Aktivität umschrieben werden. Die „Basic Education“ sollte folgende Aspekte berücksichtigen:
- 7 Jahre Grundschule für alle Kinder zwischen 7 und 14 Jahren
- Verbindung des Erziehungsprozesses mit der Vermittlung eines Handwerks, das in einem direkten Bezug zur sozialen, wirtschaftlichen und natürlichen Umwelt des Schülers steht. Die Produktion sollte zur Deckung der Kosten beitragen.
- Durchführung des Unterrichts in der jeweiligen Muttersprache. Hindi und Englisch sollten dazugelernt werden können.
- Einführung der Koedukation: Jungen und Mädchen sollten gemeinsam unterrichtet werden.
- Alles Leben sollte sich im Dorfe abspielen: Durch Einbeziehung des ganzen Dorfes in die schulische Arbeit sollen die entfremdeten Arbeits- und Sozialstrukturen neu aufgebaut werden
- Kampf gegen den Analphabetismus
- Harijans und andere schwache Schichten sollten besonders gefördert werden

## Umsetzung nach 1947
Nach 1947 wurden vielfältige Aktivitäten entwickelt, um die Basic Education zu verwirklichen, wie am Thakkar Bapa Teacher Training College Bapagram, 17 km von Bangalore entfernt. Bis Mitte der achtziger Jahre versickerten vielzählige Anstrengungen. Kritiker meinen, dass dieses Konzept zu langfristig angelegt sei, das Land bräuchte eine wesentlich schnellere Entwicklung.

## Basic Education heute
Angesichts der rasanten Wirtschaftsentwicklung Indiens, so die Wirtschaftswoche, mit einer jedoch größer werdenden sozialen Schere zwischen den Kasten, stellt sich die Frage nach der Bedeutung von „Basic Education“ für die indische Gesellschaft neu: nunmehr unter dem Aspekt von Empowerment, um Kinder zu stärken. Im Sinne der Soziologie bei Emil Durkheim kann Basic Education zur Integration der Gesellschaft beitragen, zumal Mahatma Gandhi den Wertebezug in der Persönlichkeitsentwicklung betont. Die große Bedeutung eines wertebildenden Ansatzes von Basic Education hatte der Nobelpreisträger für Wirtschaftswissenschaften, Amartya Sen, auf einer Konferenz in Edinburgh hervorgehoben.

## Zitat
„The principal idea is to impart the whole education of the body, mind and soul through the handicraft that is taught to the children.“